# Массоло, Джампьеро
Джампьеро Массоло (итал. Giampiero Massolo; род. 5 октября 1954, Варшава) — итальянский дипломат.

## Биография
В 1976 году окончил римский университет Pro Deo (позднее переименован в Свободный международный университет общественных наук имени Гвидо Карли, сокращённо LUISS), где изучал политологию. Работал в Турине на предприятиях компании Fiat.
В течение дипломатической карьеры работал в Брюсселе и в США, с 1980 по 1982 год — в Ватикане, с 1982 по 1985 год — в Москве, с 1985 по 1988 — в постоянном представительстве Италии при Евросоюзе в Брюсселе, с 1990 — в дипломатической службе председателя Совета министров Италии Джулио Андреотти. В 1994 году возглавил личный секретариат премьер-министра Сильвио Берлускони.
11 мая 2012 года Межведомственный комитет безопасности Республики назначил Массоло директором Департамента информации и безопасности Италии.
С 2015 года — президент компании Fincantieri.
29 апреля 2016 года Совет министров Италии произвёл серию кадровых назначений в сфере государственной безопасности, заменив Массоло во главе ДИБ на Алессандро Пансу, занимавшего к тому времени должность главы департамента общественной безопасности Министерства внутренних дел.
С 2017 года — президент Института изучения международной политики (ISPI).

## Награды
- Кавалер Большого креста ордена «За заслуги перед Итальянской Республикой» (2 июня 2006)[6]
- Великий офицер ордена «За заслуги перед Итальянской Республикой» (27 декабря 1999)[7]
- Командор ордена «За заслуги перед Итальянской Республикой» (2 июня 1994)[8]
- Офицер ордена Заслуг перед Республикой Польша (10 марта 2000, Польша)[9]